# Николаевка (Венгеровский район)
Николаевка — исчезнувшая деревня в Венгеровском районе Новосибирской области России. На момент упразднения входила в состав Венгеровского сельсовета. Исключена из учётных данных в 1972 году.

## География
Располагалась на левом берегу реки Омь, в 4 км к северо-востоку от села Сибирцево 1-е.

## История
В 1928 году состояла из 64 хозяйств. В административном отношении являлась центром Николаевского сельсовета Спасского района Барабинского округа Сибирского края. В деревне располагались школа 1-й ступени и маслозавод.
Решением Новосибирского облисполкома от 24.04.1972 г. № 264 деревня исключена из учётных данных как фактически не существующая.

## Население
По переписи 1926 г. в деревне проживало 349 человек (175 мужчин и 174 женщины), основное население — русские.